# Округ Маклејн (Кентаки)
Округ Маклејн (енгл. McLean County) је округ у америчкој савезној држави Кентаки.

## Демографија
По попису из 2010. године број становника је 9.531, што је 407 (-4,1%) становника мање него 2000. године.
| Група             | 2000.         | 2010.         |
| Белци             | 9.749 (98,1%) | 9.278 (97,3%) |
| Афроамериканци    | 36 (0,4%)     | 55 (0,6%)     |
| Азијати           | 4 (0,0%)      | 10 (0,1%)     |
| Хиспаноамериканци | 83 (0,8%)     | 106 (1,1%)    |
| Укупно            | 9.938         | 9.531         |